# رودريغو باربا
رودريغو باربا (بالبرتغالية: Rodrigo Barba‏) هو طبال برازيلي، ولد في 23 يناير 1979 في ريو دي جانيرو في البرازيل.